# Roman Leś

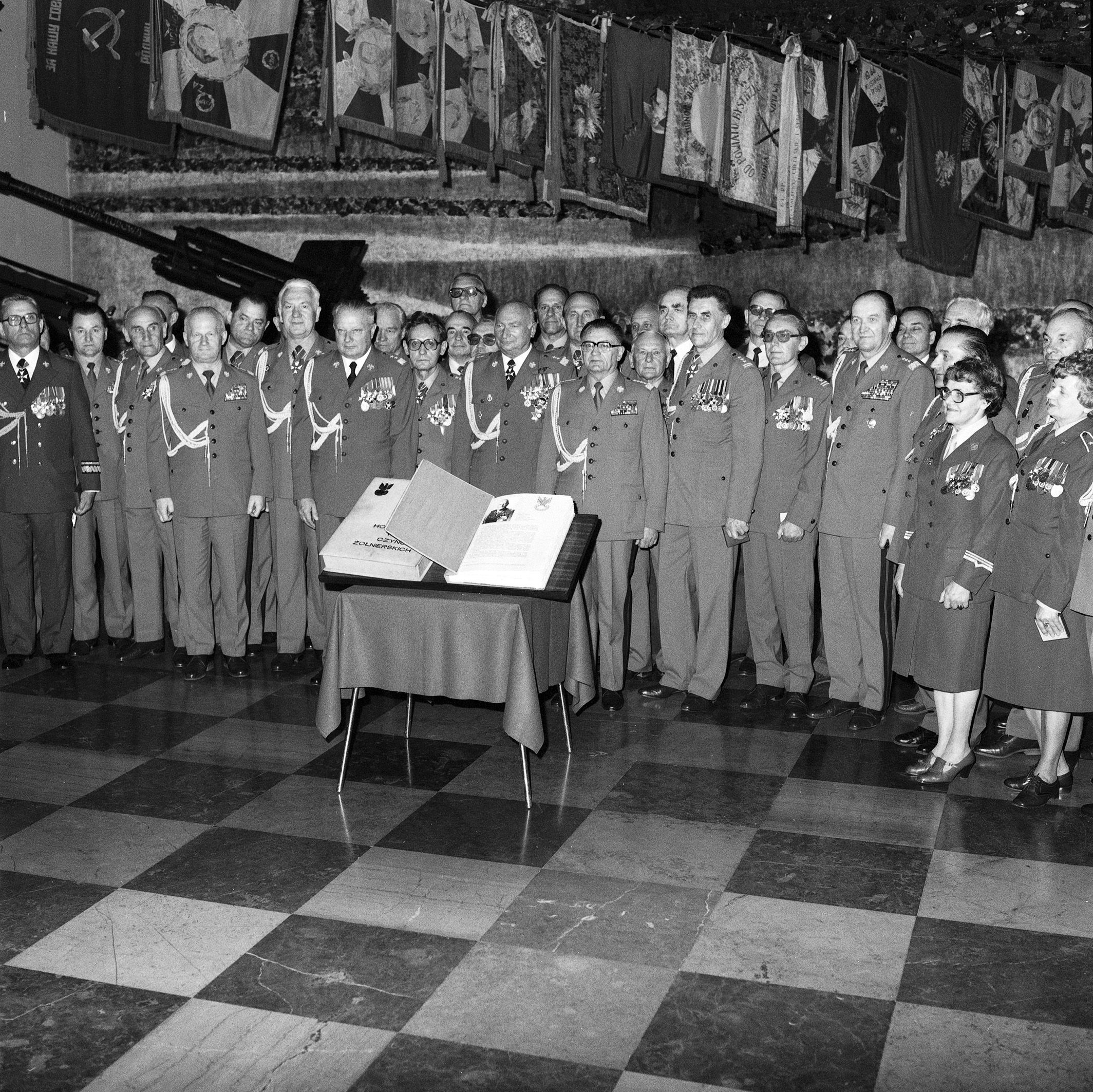
Spotkanie kierownictwa MON ze wszystkimi generałami, oficerami i żołnierzami WP wpisanymi do Honorowej Księgi Czynów Żołnierskich od czasu jej ustanowienia z okazji 40-lecia Zwycięstwa, Sala Zwycięstwa Muzeum Wojska Polskiego, 9 maja 1985. Od lewej: kontradmirał Aleksy Parol, gen. broni Józef Użycki, gen. bryg. Marian Pasternak, gen. broni Józef Baryła, gen. bryg. Henryk Kondas, gen. bryg. Władysław Jura, gen. dyw. Wiesław Wojciechowski, NN, gen. dyw. pil. Roman Paszkowski, gen. armii Florian Siwicki, płk Henryk Gradzik, płk Roman Leś, płk Tadeusz Bieniasz, NN, gen. broni Mieczysław Obiedziński, płk Stefan Rutkowski, płk prof. Stanisław Barański i inni

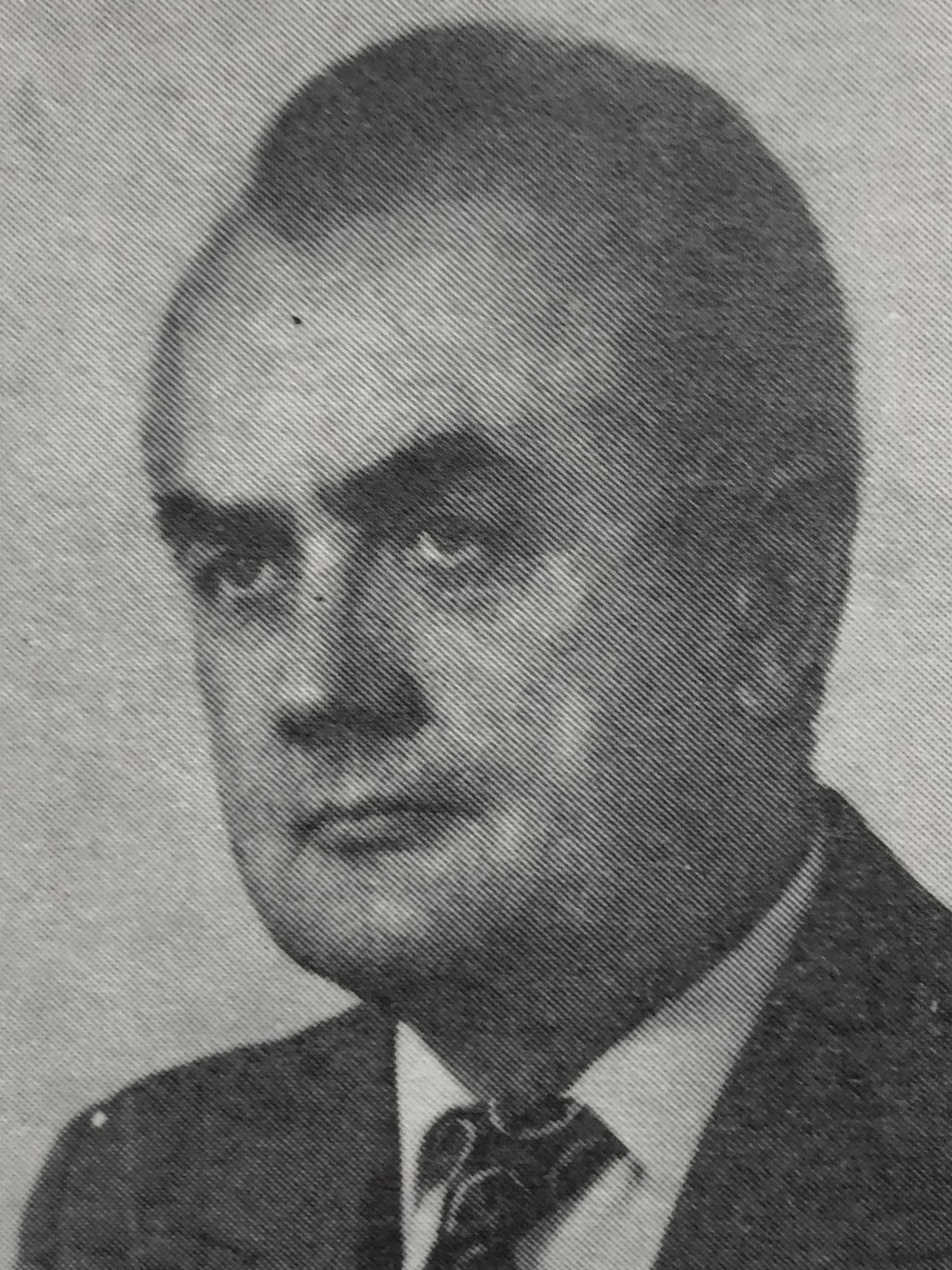
Roman Leś jako poseł na Sejm PRL IX kadencji

Roman Józef Leś (ur. 10 kwietnia 1924 w Cyrance, zm. 5 stycznia 1988 w Warszawie) – pułkownik Wojska Polskiego, członek Wojskowej Rady Ocalenia Narodowego, doktor nauk ekonomicznych. Poseł na Sejm PRL IX kadencji.

## Życiorys
Syn Jana i Anieli. Pod koniec kwietnia 1943 wstąpił do formowanej 1 Dywizji Piechoty im. Tadeusza Kościuszki. Uczestniczył w bitwie pod Lenino. Przeszedł cały szlak bojowy aż do Berlina. We wrześniu 1946 wstąpił do Polskiej Partii Robotniczej, wraz z którą w grudniu 1948 przystąpił do Polskiej Zjednoczonej Partii Robotniczej. Był wieloletnim oficerem aparatu partyjno-politycznego i kwatermistrzowskiego WP. W grudniu 1956 uzyskał stopień pułkownika. W 1962 ukończył studia na Wydziale Prawa Uniwersytetu Warszawskiego. Uzyskał stopień naukowy doktora nauk ekonomicznych. Był pracownikiem naukowym w Katedrze Ekonomiki Wojskowej w Wojskowej Akademii Politycznej.
Twórca i wieloletni prezes Związku Byłych Żołnierzy Zawodowych. Był członkiem Rady Naczelnej Związku Bojowników o Wolność i Demokrację oraz Zarządu Głównego Ligi Obrony Kraju. W latach 1981–1983 wchodził w skład Wojskowej Rady Ocalenia Narodowego.
W 1985 został posłem na Sejm PRL IX kadencji z okręgu Warszawa-Praga Południe. Pełnił funkcję zastępcy przewodniczącego Komisji Skarg i Wniosków. Zmarł w trakcie kadencji.
Został pochowany na Wojskowych Powązkach w Warszawie (kwatera C4-1-4).

## Życie prywatne
Mieszkał w Warszawie. Żonaty z Leokadią z domu Sienkiewicz (1925–2009).

## Odznaczenia
- Krzyż Srebrny Orderu Virtuti Militari (1946)[3]
- Krzyż Komandorski Orderu Odrodzenia Polski (1983)[4]
- Krzyż Kawalerski Orderu Odrodzenia Polski
- Order Krzyża Grunwaldu III klasy (1945)[5]
- Krzyż Walecznych
- Złoty Krzyż Zasługi
- Srebrny Krzyż Zasługi
- Brązowy Krzyż Zasługi (1946)[6]
- Krzyż Bitwy pod Lenino
- Srebrny Medal „Zasłużonym na Polu Chwały”
- Medal za Warszawę 1939–1945
- Medal za Odrę, Nysę, Bałtyk
- Medal Zwycięstwa i Wolności 1945
- Medal „Za udział w walkach o Berlin”
- Srebrny Medal „Siły Zbrojne w Służbie Ojczyzny”
- Odznaka za Rany i Kontuzje
- Odznaka Kościuszkowska
- Medal im. Ludwika Waryńskiego (1986)[7]
- Medal 100 lat ruchu robotniczego w Polsce (1982)[8]
- Krzyż Wojenny Czechosłowacki 1939
- Medal „Za umacnianie braterstwa broni” (ZSRR, 1984)[9]

W 1985 wpisany do Honorowej Księgi Czynów Żołnierskich.